# 环十二烷
環十二烷是一種有机化合物，化学式為(CH2)12。它在室溫下是一個白色蠟狀固體，:17可溶於非極性有機溶劑。 
它是尼龙12、聚酯和合成潤滑油的中間體。:8.1它也可以當作粘结剂來讓易碎物品穩定或封上對水敏感的部分。它會在幾天或幾星期內升华而不留下任何殘餘物。:17  

## 用途
它是十二内酰胺的前體，而十二內酰胺本身是聚合物尼龙12的前體。
環十二烷也是阻燃劑、清洁剂和其他化合物的生產中的中間體。 
環十二烷也可以用作揮發性粘合介質（volatile binding medium），一種用來封上並保護易碎且結構脆弱的材料的暫時性粘結劑，例如在考古古物的發掘和運送裡。在藝術品維護的清潔過程中，它則會用來保護對水敏感的部分。由於它跟其他揮發性粘合介質相比之下蒸發得比較慢，它可以粘貼幾個星期。只有非常純的環十二烷才不留下任何殘餘物。環十二烷可以先熔化或溶解在非極性有机溶剂中才塗上去。其他被使用的揮發性粘合介質包括莰烯和tricyclene。薄荷醇也可以這樣用，但有些限制。 

## 環境因素
環十二烷在環境中具持久性，因為它不易生物降解。環十二烷具亲脂性，出現在環境時通常吸附於土壤顆粒的表面上。它有可能生物累积。環十二烷可能會對水生生物導致長遠的負面影響。

## 外部鏈接
- 维基共享资源上的相關多媒體資源：环十二烷